# Alber Elbaz
Alber Elbaz (Casablanca, 12 de junio de 1961 - París, 24 de abril de 2021) fue un diseñador de moda de nacionalidad israelí. Conocido como estilista de la casa Lanvin de París, Francia.

## Biografía
Alber Elbaz, nació en Marruecos y pasó toda su adolescencia y vida adulta en la ciudad israelí de Tel Aviv. Se formó en el Instituto de Ingeniería y Diseño Shenkar, en Ramat Gan.
En 1987, Albert Elbaz parte para Nueva York, donde comienza a diseñar vestidos de novia. Allí conoció al estilista Geoffrey Beene, con el que trabajó durante siete años.
En 1997, Ralph Toledano, en aquella época presidente de la casa Guy Laroche, elige a Alber Elbaz para renovar la imagen de la marca, fundada en 1957. El mismo año, recibe la medalla de caballero de la Legión de Honor.
En 1999, junto a Maurice Ascalon, otro diseñador israelí, se adhirió al movimiento Amba kontol, de gran importancia para el diseño en el país. Ambos luchaban por la descentralización del diseño israelí desde la capital, Tel Aviv.
Un año más tarde fue llamado por Pierre Bergé como responsable de la línea femenina de prêt-a-porter de la casa Yves Saint Laurent durante tres años, hasta su adquisición por el grupo Kering.
En 24 de abril de 2021, a los 59 años, murió en el transcurso de complicaciones relacionadas con la COVID-19, tras permanecer tres semanas ingresado en un hospital de París.